# Croácia 2–1 Estados Unidos (1990)
Croácia 2 x 1 Estados Unidos foi uma partida de futebol disputada em 17 de outubro de 1990. Realizada às vésperas da independência da Croácia, este foi o segundo jogo internacional da Seleção Croata na era moderna.
Disputado no Estádio Maksimir, em Zagrebe, terminou com vitória dos croatas por 2 a 1, com gols de Aljoša Asanović e Ivan Cvjetković para a seleção mandante, enquanto Troy Dayak marcou o gol norte-americano. A FIFA não reconheceu a partida como oficial, uma vez que a Croácia só se filiou à entidade em 1992.

## Cenário Pré-Jogo
Após as primeiras eleições multipartidárias na Croácia (então parte da antiga República Socialista Federativa da Iugoslávia) em quase 50 anos, que terminaram com vitória da União Democrática Croata, liderada pelo ultranacionalista Franjo Tuđman. Com o aumento do nacionalismo e as tensões étnicas, vários incidentes foram registrados em jogos de futebol em território croata nos meses seguintes.
6 dias depois, em 13 de maio de 1990, Dinamo Zagreb e Estrela Vermelha se enfrentaram no Estádio Maksimir e torcedores das duas equipes promoveram uma briga generalizada que terminou com 39 torcedores do Estrela e 37 do Dinamo presos, além de 117 policiais feridos. Zvonimir Boban, então jogador do Dinamo, foi suspenso por 6 meses pela Associação de Futebol da Iugoslávia após chutar um policial. A punição fez com que o meia perdesse a Copa do Mundo e os amistosos de preparação da Seleção Iugoslava. Em 26 de setembro, outro incidente foi registrado, desta vez em Split: a partida entre Hajduk e Partizan foi cancelado depois que torcedores da equipe mandante invadiram o gramado, expulsaram os atletas dos Crno-beli e retiraram a bandeira da Iugoslávia do mastro antes de queimá-la.

## O jogo
Os Estados Unidos já estavam em turnê pela Europa e estavam escalados para enfrentar a Polônia quando o empresário croata Jure Klarić financiou os 90.000 dólares necessários para que o US Team viajasse para Zagrebe. Em 17 de outubro, mesmo dia da final da Eurocopa Sub-21 entre Iugoslávia (que tinha no elenco, além de Boban, Davor Šuker, Robert Jarni, Igor Štimac, Robert Prosinečki e Alen Bokšić) e União Soviética (que terminaria vencendo por 2 a 1), croatas e norte-americanos se enfrentariam no estádio Maksimir, que recebeu 30 mil torcedores apesar do conflito com a partida da Iugoslávia Sub-21.
Treinada por Dražan Jerković, um dos artilheiros da Copa de 1962, a Croácia (que vestiria a camisa axadrezada em vermelho em banco pela primeira vez) abriu o placar aos 29 minutos com Aljoša Asanović e ampliou a vantagem aos 33, com Ivan Cvjetković. O gol dos Estados Unidos foi marcado pelo zagueiro Troy Dayak, aos 35 minutos do segundo tempo.

### Detalhes
| 17 de outubro de 1990 | Croácia                       | 2 – 1     | Estados Unidos | Estádio Maksimir, Zagrebe                  |
| 19:00 (LST)           | Asanović 29' · Cvjetković 33' | Relatório | Dayak 80'      | Público: 30,000 Árbitro: Sergio Coppetelli |

| Croácia | Estados Unidos |

| GK              | 1  | Dražen Ladić        |     | 79' |
| DF              | 2  | Zoran Vulić         |     |     |
| DF              | 3  | Darko Dražić        |     |     |
| DF              | 4  | Dragutin Čelić      |     |     |
| DF              | 5  | Vlado Kasalo        |     |     |
| MF              | 6  | Saša Peršon         |     | 66' |
| MF              | 7  | Kujtim Shala        | 40' |     |
| MF              | 8  | Zlatko Kranjčar (c) |     |     |
| MF              | 9  | Ivan Cvjetković     |     |     |
| FW              | 10 | Aljoša Asanović     |     | 58' |
| FW              | 11 | Marko Mlinarić      |     |     |
| Substitutos:    |    |                     |     |     |
| GK              | 12 | Tonči Gabrić        |     | 79' |
| MF              | 12 | Gregor Židan        |     | 66' |
| MF              | 14 | Yuri Sak            |     | 58' |
| Técnico:        |    |                     |     |     |
| Dražan Jerković |    |                     |     |     |

| GK           | 1  | Tony Meola        |     |     |
| DF           | 2  | Steve Trittschuh  |     |     |
| DF           | 3  | Robin Fraser      |     | 85' |
| DF           | 17 | Marcelo Balboa    | 61' |     |
| DF           | 15 | Desmond Armstrong |     |     |
| MF           | 4  | Jimmy Banks       |     | 81' |
| MF           | 6  | John Harkes       |     |     |
| MF           | 20 | Eric Eichmann     |     | 57' |
| MF           | 12 | Paul Krumpe       | 46' |     |
| FW           | 16 | Bruce Murray      | 36' |     |
| FW           | 10 | Peter Vermes (c)  |     |     |
| Substitutos: |    |                   |     |     |
| DF           | 5  | Mike Windischmann |     | 81' |
| DF           | 8  | Brian Bliss       |     | 57' |
| DF           | 14 | Troy Dayak        |     | 46' |
| FW           | 11 | Eric Wynalda      |     | 85' |
| Técnico:     |    |                   |     |     |
| Bob Gansler  |    |                   |     |     |

## Links
- Resumo do jogo - National Football Teams